# ロンボク島地震 (2018年8月19日)
ロンボク島地震（ロンボクとうじしん、インドネシア語: Gempa bumi Lombok）は、2018年8月19日深夜、インドネシアのロンボク島北部で発生したモーメント・マグニチュード（Mw）6.9の地震である。
10時間あまり前にほぼ同じ場所でMw6.3の揺れが観測されていた。
同島北部では7月下旬から地震が頻発しているが、Mw5.5以上のものは下表のとおりである。なお、7月29日の前震、8月5日の第1次本震に次ぐ第2次本震となった。
インドネシア国家防災庁の8月21日の発表によると、一連の地震による被害は、死者515人、負傷者7千人以上、避難者43万人以上、建物損傷7万4千棟以上、総額7.7兆ルピア（約5800億円）に上っている。

2018年のロンボク島地震の発生個所

| 発生日時 （現地時間UTC+8） | Mw  | 震源の深さ | 備考                                      |
| -------------------------- | --- | ---------- | ----------------------------------------- |
| 7月29日6時47分             | 6.4 | 14.0km     | ロンボク島地震 (2018年7月) - 前震         |
| 8月5日19時46分             | 6.9 | 31.0km     | ロンボク島地震 (2018年8月5日) - 第1次本震 |
| 8月9日13時25分             | 5.9 | 10.0km     |                                           |
| 8月19日12時10分            | 6.3 | 7.9km      |                                           |
| 8月19日22時56分            | 6.9 | 25.6km     | この地震が第2次本震                       |
| 8月19日23時16分            | 5.9 | 10.0km     |                                           |
| 8月19日23時28分            | 5.5 | 10.0km     |                                           |
| 8月26日2時33分             | 5.5 | 9.2km      |                                           |